# مايك أوسبورن
مايك أوسبورن (بالإنجليزية: Mike Osborne)‏ هو عازف جاز بريطاني، ولد في 28 سبتمبر 1941 في هيرفورد في المملكة المتحدة، وتوفي بنفس المكان في 19 سبتمبر 2007 بسبب سرطان الرئة.

## وصلات خارجية
- مايك أوسبورن على موقع ميوزك برينز (الإنجليزية)
- مايك أوسبورن على موقع أول ميوزيك (الإنجليزية)
- مايك أوسبورن على موقع ديسكوغز (الإنجليزية)